# Rockin’ Over the Beat
A Rockin' Over the Beat a belga Technotronic együttes 4. kislemeze az 1989-ben megjelent debütáló albumról. A dal szerzője Jo Bogaert (aka Thomas de Quincey).
A dal egy vidám house dal, mely az Egyesült Királyságban a 9, Írországban a 11. helyig jutott, illetve az amerikai Billboard Hot 100-as listán a 95. helyen landolt.

## Megjelenés
A dal megjelent maxi bakelit lemezen, és maxi cd-n is, illetve az Egyesült Királyságban limitált 7 inches kislemezen, melyen az LP Verzión kívül a Raw című dal is helyet kapott a kislemez B oldalán. 
Belgiumban a Rockin' a Manchester 7" Remix jelent meg kislemezen, mely az A oldalon kapott helyet, illetve itt is a Raw című dal a kislemez B oldalán. Franciaországban a Summer Mix jelent meg az A oldalon, és a B oldalon szintén az albumról kimásolt Raw című dal kapott helyet.
A legtöbb maxi 12-es bakeliten többnyire három remix szerepelt, melyek Bernard Summer nevéhez fűződnek. A Piccadilly, a Hacienda és az Instrumentális verziók előtt mindig a Rockin' Over Manchester előtagok állnak, melyeket Summer remixelt. Az európai maxi cd kislemezen az LP verzión kívül szerepel a 7" remix, illetve egy Dub Verzió is.

## Videóklip
A dalhoz két videóklip készült. Az egyik az album verzióból, egy fekete-fehér változat, melyben emberek táncolnak. A másik egy fehér háttér előtt zajlik, ahol táncolnak egy nagy szobában.